# Socjalszowinizm
Socjalszowinizm – oportunistyczny prąd w międzynarodowym ruchu robotniczym, powstały w latach I wojny światowej jako ekstremistyczna forma rewizjonizmu. Popierał on militarne cele rodzimej burżuazji w wojnie imperialistycznej. W Niemczech socjalszowiniści nawoływali proletariat niemiecki do udziału w wojnie pod pozorem, że jest to walka z klasami panującymi innych krajów. W Rosji głosili oni pokój klasowy wewnątrz kraju pod hasłem "obrony ojczyzny".